# Fuzion
 (décembre 2021).
Si vous disposez d'ouvrages ou d'articles de référence ou si vous connaissez des sites web de qualité traitant du thème abordé ici, merci de compléter l'article en donnant les références utiles à sa vérifiabilité et en les liant à la section « Notes et références ».
Fuzion est un système générique de jeu de rôle créé de la collaboration de R. Talsorian Games et Hero Games (en). Fuzion est une combinaison de l'Interlock System (en), utilisé dans des jeux comme Mekton et Cyberpunk 2020, et du Hero System (en) utilisé dans Champions, Justice, Inc., Star Hero, … Fuzion est un système évolutif qui peut être joué dans tous les genres et les endroits imaginables.
Fuzion est connu comme système pour des jeux basés sur les anime, pour ses règles flexibles et personnalisables, et comme l'un des premiers systèmes de jeu générique à être publié gratuitement sur Internet. Il est l'un des premiers jeux à licence ouverte, mais pas sous la licence proposé par le Open Gaming License (OGL) qui a vu le jour quelques années plus tard. Une modification OGL de l'ensemble des règles fondées sur Fuzion a été publié par Gold Rush Games pour Action! System.
Il existe deux versions de Fuzion qui ont été publiés : Instant Fuzion, règles simplifiée de Fuzion, et Total Fuzion, également connu sous le nom Primary Fuzion, plus détaillée. Une troisième, Maximum Fuzion, a été évoqué dans le jeu de rôle Bubblegum Crisis, mais n'a jamais été publié.

## Système de jeu
Fuzion est un système à compétences.

### Création d'un personnage
Un personnage est défini par dix caractéristiques réparties en quatre groupes :
- mental : intelligence, volonté (willpower), présence ;
- combat : réflexes (pour attaquer), dextérité (pour esquiver), technique (utilisation d'outils) ;
- physique : force, corps (body) (résistance à la fatigue et aux dégâts), constitution (résistance aux maladies) ;
- mouvement : mouvement.

Elles sont cotées de 1 à 10, un personnage débutant ne pouvant dépasser 7 ; 5 est un niveau « héroïque ». Elles sont déterminées en répartissant 50 points de caractéristiques.
On détermine des caractéristiques dérivées, par exemple :
- encaissement (stun) (corps×5) : capacité à encaisser des coups sans tomber inconscient ;
- points de vie (hits) (corps×5) : capacité à encaisser des blessures sans mourir ;

Les caractéristiques dérivées dépendent de l'univers de jeu.
Le joueur doit ensuite dépenser 50 points d'option pour :
- acquérir des compétences, cotées elles aussi de 1 à 10 ; certaines compétences sont communes (Everyman Skills, leur liste dépend de l'univers de jeu) et sont d'office à 2 ; chaque compétence est associée à une caractéristique ;
- des talents, qui sont des capacités spéciales innées comme ambidextre ou artiste martial (qui permet ensuite de choisir des compétences d'arts martiaux) ;
- des avantages (perks), comme de la richesse, des relations, des autorisations légales spéciales, une renommée, …
- de l'équipement : un point d'option vaut 100 $.

Le joueur peut aussi choisir des complications qui donnent des points d'option ; c'est donc un système d'avantages/défauts.

### Résolution des actions
Lorsque deux personnages s'affrontent, le vainqueur est celui qui a la plus haute valeur d'action
valeur d'action = caractéristique + compétence + dés.
Si un personnage tente une action sans opposant, il réussit si
valeur d'action ≥ valeur de difficulté
la valeur de difficulté étant un nombre allant de 10 (facile) à 38 (superhéroïque), 14 étant courant et 22 héroïque.
Pour le jet de dés, on peut utiliser 3d6 (version Hero), 1d10 (version Interlock), ou bien remplacer le jet par la valeur 10 (version Hero). Si l'on jette les dés, on a alors un jet ouvert :
- avec 3d6 :
  - si l'on obtient un score de 3 aux dés, on soustrait 2d6 au score,
  - si l'on obtient un score de 18 aux dés, on ajoute 2d6 au score ;
- avec 1d10 :
  - si l'on obtient un score de 1 au dé, on soustrait 1d10 au score,
  - si l'on obtient un score de 10 au dé, on ajoute 1d10 au score.

### Combat
Le combat est découpé en tours (round) de trois secondes. Les personnages agissent par ordre de réflexe décroissant.